# Seznam slezských šlechtických rodů, L
Tento seznam obsahuje výčet šlechtických rodů, které byly v minulosti spjaty s územím Slezska. Podmínkou uvedení je držba majetku, která byla v minulosti jedním z hlavních atributů šlechty, případně, zejména u šlechty novodobé, jejich služby ve státní správě na území Slezska či podnikatelské aktivity. Platí rovněž, že u šlechty, která nedržela konkrétní nemovitý majetek, jsou uvedeny celé rody, tj. rodiny, které na daném území žily alespoň po dvě generace, nejsou tudíž zahrnuti a počítáni za domácí šlechtu jednotlivci, kteří ve Slezsku vykonávali pouze určité funkce (politické, vojenské apod.) po přechodnou či krátkou dobu. Nejsou rovněž zahrnuti církevní hodnostáři z řad šlechty, kteří pocházeli ze šlechtických rodů z jiných zemí.

## L

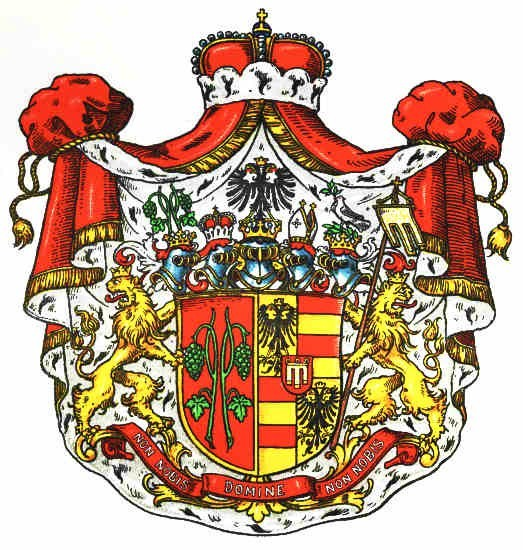
Knížecí erb Lichnovských z Voštic

- z Labutě [1]
- Larischové
- Larisch-Mönnichové[2]
- Lasotové z Tošku [1]
- Laziští z Laziska [1]
- Leitenbergerové [3]
- z Lešan [1]
- z Lešnova [1]
- Lhonové z Likersdorfu [1]
- Libanští z Rozhovic [1]
- Libenští z Vrchovišť [1]
- Libigové z Eulenbachu [1]
- Ligendové z Bobrky [1]
- Lichnovští z Voštic
- Lichtenštejnové
- z Linavy u Ratiboře [1]
- Lobkovicové
- Lokšanové z Lokšan
- Luckové z Heršic [1]
- Lukové z Bohuslavic [1]
- Lvovičtí ze Lvovic [1]